# Courroie trapézoïdale

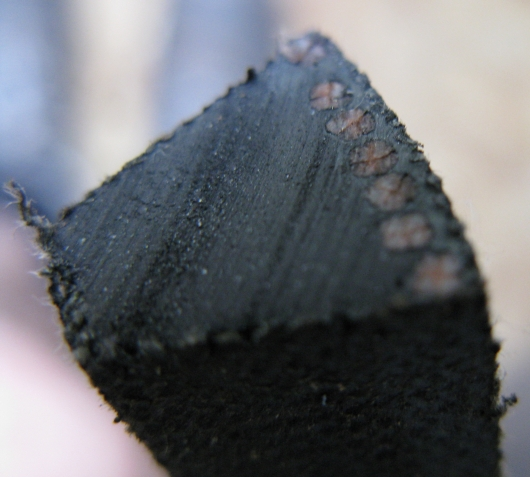
Section d'une courroie trapézoïdale de type SPA.

Une courroie trapézoïdale est une courroie de section trapézoïdale. La forme trapézoïdale de la courroie lui donne un bon contact sans glissement, avec les poulies, par principe mécanique de coincement (elle ne doivent pas être trop tendues sous peine d'usure rapide anormale).

## Types particuliers

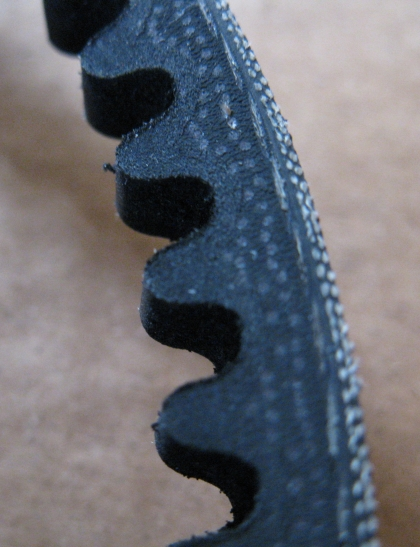
Courroie trapézoïdale crantée de type AVX.

Les courroies AVX sont des courroies crantées : ces crans permettent de supporter des diamètres de poulie plus petit que la normale, ce qui est généralement le cas des alternateurs en automobile.

## Nomenclature couramment usitée
Les courroies sont décrites par une nomenclature standard qui n'est pas toujours respectée avec rigueur et qui peut varier entre les différents constructeurs. D'une manière générale une courroie est décrite par sa longueur, son épaisseur et sa hauteur, ces deux dernières mensurations décrivant la section. Il existe une nomenclature standard de description des sections sous forme de symbole d'une ou plusieurs lettres (se reporter au tableau ci-dessous pour une liste des plus courantes). Les désignations de courroie sont généralement d'une des formes suivantes :
- lettres et longueur en pouce.
- lettre largeur et longueur en millimètres
- largeur et longueur

Exemples :
- A 40
- 12.5x1250 La
- 10x1225 Li

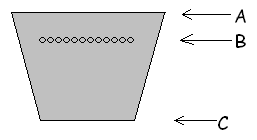
A :Le ou La - B :Lp, Ld ou Lw - C : Li

La mesure d'une longueur de courroie dépend du type de section et du constructeur : la mesure de longueur peut en effet être effectuée à l'intérieur, à l'extérieur, ou bien sur la primitive. Pour dire où la mesure est faite, la nomenclature désigne par :
- Li si la mesure a été effectuée à l'intérieur;
- Lw, Ld ou Lp si la mesure a été effectuée au niveau de la primitive.
- Le ou La si la mesure a été effectuée à l'extérieur.

Il existe toutefois une harmonisation entre les différents types de mesure pour chaque type de section (se reporter au tableau ci-dessous)
| Série      | Section  | Largeur primitive {\displaystyle l_{p}} | Dim. de la section (largeur×épaisseur) | Description de longueur                                                      |
| ---------- | -------- | --------------------------------------- | -------------------------------------- | ---------------------------------------------------------------------------- |
| Étroite    | SPZ      | 8,5                                     | 10×8                                   | longueur décrite par Le en mm ou Lp en mm avec : Le = Lp + 13 mm             |
| Étroite    | SPA      | 11                                      | 13×10                                  | longueur décrite par Le en mm ou Lp en mm avec : Le = Lp + 18 mm             |
| Étroite    | SPB      | 14                                      | 16×13                                  | longueur décrite par Le en mm ou Lp en mm avec : Le = Lp + 22 mm             |
| Étroite    | SPC      | 19                                      | 22×18                                  | longueur décrite par Le en mm ou Lp en mm avec : Le = Lp + 30 mm             |
| Classique  | Y        | 5,3                                     | 6×4                                    | Longueur décrite par Li en pouce ou en mm ou Lp en mm avec : Lp = Li + 22 mm |
| Classique  | Z        | 8,5                                     | 10×6                                   | Longueur décrite par Li en pouce ou en mm ou Lp en mm avec : Lp = Li + 20 mm |
| Classique  | A        | 11                                      | 13×8                                   | Longueur décrite par Li en pouce ou en mm ou Lp en mm avec : Lp = Li + 30 mm |
| Classique  | B        | 14                                      | 17×11                                  | Longueur décrite par Li en pouce ou en mm ou Lp en mm avec : Lp = Li + 40 mm |
| Classique  | 20       |                                         | 20×12,5                                | Longueur décrite par Li en pouce ou en mm ou Lp en mm avec : Lp = Li + 50 mm |
| Classique  | C        | 19                                      | 22×14                                  | Longueur décrite par Li en pouce ou en mm ou Lp en mm avec : Lp = Li + 50 mm |
| Classique  | 25       |                                         | 25×16                                  | Longueur décrite par Li en pouce ou en mm ou Lp en mm avec : Lp = Li + 60 mm |
| Classique  | D        | 27                                      | 32×19                                  | Longueur décrite par Li en pouce ou en mm ou Lp en mm avec : Lp = Li + 75 mm |
| Classique  | 38       |                                         | 38×25                                  | Longueur décrite par Li en pouce ou en mm ou Lp en mm avec : Lp = Li + 80 mm |
| Classique  | E        | 32                                      | 38×25                                  | Longueur décrite par Li en pouce ou en mm ou Lp en mm avec : Lp = Li + 80 mm |
| Classique  | HL       |                                         | 45×20                                  | Longueur décrite par Li en pouce ou en mm ou Lp en mm avec : Lp = Li + 80 mm |
| Classique  | HM       |                                         | 50×22                                  | Longueur décrite par Li en pouce ou en mm ou Lp en mm avec : Lp = Li + 90 mm |
| Classique  | H36      |                                         | 36×14                                  | Longueur décrite par Li en pouce ou en mm ou Lp en mm avec : Lp = Li + 66 mm |
| Automobile | AVX 10   |                                         | 10×8                                   | Longueur décrite par Le en mm                                                |
| Automobile | AVX 13   |                                         | 13×10                                  | Longueur décrite par Le en mm                                                |
| Automobile | AVX 11,5 |                                         |                                        | Longueur décrite par Le en mm                                                |
| Automobile | AVX 11,9 |                                         |                                        | Longueur décrite par Le en mm                                                |
| Automobile | AVP 13   |                                         | 13×10                                  | Longueur décrite par Le en mm                                                |